# I. e. 411
Évszázadok: i. e. 6. század – i. e. 5. század – i. e. 4. század
Évtizedek: i. e. 460-as évek – i. e. 450-es évek – i. e. 440-es évek – i. e. 430-as évek – i. e. 420-as évek – i. e. 410-es évek – i. e. 400-as évek – i. e. 390-es évek – i. e. 380-as évek – i. e. 370-es évek – i. e. 360-as évek
Évek: i. e. 416 – i. e. 415 – i. e. 414 – i. e. 413 –  i. e. 412 – i. e. 411 – i. e. 410 – i. e. 409 – i. e. 408 – i. e. 407 – i. e. 406

## Események

### Görögország
- Június 9 – az athéni demokratikus kormányzatot megdönti az oligarcha párt négy szélsőséges képviselője, Antiphón, Theramenész, Peiszander és Phrünikhosz és felállítják a "négyszázak tanácsát". Az előző évben a Szicíliára küldött athéni expedíció teljes vereséget szenvedett, az alávetett és szövetséges városok sorra pártoltak el Athéntól, amelyet a pénzügyi csőd fenyegetett. Az államcsíny végrehajtói arra hivatkoznak, hogy meglévő berendezkedés képtelen megfelelően vezetni az államot és ők megfelelően felügyelik majd pénzügyeket. Uralmuk önkényeskedő és a tanács csak négy hónapig tudja megtartani hatalmát.
- A Pireusz kikötőjét őrző csapatok közt lázadás tör ki és a tanács Theramenészt küldi az elfojtására, aki ehelyett a felkelők élére áll. A tanács egyik vezetőjét, Phrünikoszt meggyilkolják, ezután pedig összeül az athéni népgyűlés, amely visszaállítja a korábbi politikai berendezkedést, de a polgárjog privilégiumait egy ötezer fős csoport részére korlátozza.
- A Thraszübulosz vezette athéni flotta visszahívja a korábban Spártába (majd a perzsákhoz) menekült arisztokrata politikust, Alkibiadészt. Döntését az athéniak elfogadják. Az athéni flotta a Hellészpontosznál legyőz egy spártai hajórajt.
- A hazaárulással vádolt Antiphón a bíróság előtt olyan beszédet mond, amilyet Thuküdidész szerint még soha senki, akinek az életét kell védenie. Ennek ellenére halálra ítélik.

### Itália
- Rómában consullá választják Marcus Papirius Mugillanust (vagy Atratinust) és Spurius Nautius Rutilust.

## Kultúra
- Előadják Euripidész Iphigenia a tauruszok között' c. tragédiáját.
- Előadják Arisztophanész Lüszisztraté és A nők ünnepe c. komédiáit.

## Születések
- Timoleon, görög politikus és hadvezér

## Halálozások
- Antiphón, athéni politikus és szónok
- Phrünikhosz, athéni hadvezér

## Fordítás
- Ez a szócikk részben vagy egészben  a(z)   411 BC című angol Wikipédia-szócikk ezen változatának fordításán alapul.  Az eredeti cikk szerkesztőit annak laptörténete sorolja fel. Ez a jelzés csupán a megfogalmazás eredetét és a szerzői jogokat jelzi, nem szolgál a cikkben szereplő információk forrásmegjelöléseként.